# Вооружённые силы Великобритании
Вооружённые си́лы Великобрита́нии (англ. British Armed Forces) — вооружённые силы Соединённого Королевства. Известны также под такими именами как Брита́нские Вооружённые си́лы, Вооружённые си́лы Его́ Вели́чества (англ. His Majesty’s Armed Forces), иногда общепринятое название — Короле́вские Вооружённые си́лы (англ. the Armed Forces of the Crown).
Верховным главнокомандующим Британских Вооружённых сил является британский монарх, король Карл III. ВС Великобритании находятся под управлением Оборонного Совета Министерства Обороны. Основной задачей вооружённых сил Великобритании является защита Соединённого Королевства и его заморских территорий, обеспечение безопасности и защита интересов Великобритании, участие в международных миротворческих операциях ООН и операциях НАТО. С конца 1990-х годов Великобритания участвует в регулировании внешней политики и политики безопасности Европейского союза, что подразумевает поставки войск численностью до 12,5 тысяч человек.
Великобритания — член НАТО.

## История
Вооружённые силы Великобритании были созданы после заключения в 1707 году акта о объединении Англии и Шотландии.
Вооружённые силы Великобритании имеют длительную историю, они участвовали во множестве европейских и колониальных войн, среди которых:
- Семилетняя война
- Наполеоновские войны
- Крымская война
- Первая опиумная война (1840—1842), Вторая опиумная война (1856—1860) против Китая.

Кроме того, армейские части использовались для подавления восстаний и волнений населения (в частности, на территории Ирландии).
Традиционно, в вооружённых силах Великобритании главное место уделяют флоту, содержа небольшие сухопутные силы.
Британская империя, достигшая своей вершины в 1920-е годы, была самой обширной в истории человечества, контролируя четверть площади земного шара, и каждый третий из жителей Земли был британским подданным.

### XX век
Великобритания принимала участие в ряде войн и военных конфликтов, среди которых подавление боксёрского восстания в Китае, Англо-бурская война, а также Первая мировая война. К Первой мировой войне сухопутные силы страны составляли 432,4 тыс. солдат и офицеров, а общая численность войск Британской империи 894,9 тысячи человек. В 1916 году была введена всеобщая воинская повинность, а всего за годы войны было призвано 8 млн человек.
После Октябрьской революции 1917 года, английские войска приняли участие в иностранной военной интервенции против  Советской России.
6 февраля 1922 года Великобритания подписала Вашингтонское соглашение, в соответствии с которым были урегулированы вопросы по размерам военно-морских сил крупнейших морских держав. Это позволило уменьшить расходы на содержание английского флота, однако означало отказ от принципа «двух флотов», согласно которому флот Великобритании должен был превосходить суммарный флот двух следующих за ней морских держав.
В 1939 году английское правительство было вынуждено ввести в Индии тарифы на импорт британских товаров и использовать британские налоги для модернизации индийской армии, чтобы получить возможность использовать её за пределами колонии.
К началу Второй мировой войны численность британских вооружённых сил составляла 420 000 человек.
После того, как 1 сентября 1939 года Германии атаковала Польшу, Великобритания и её доминионы — Австралия и Новая Зеландия объявили 3 сентября 1939 года войну Германии и вступили во Вторую мировую войну. Великобритания направила во Францию экспедиционный корпус, однако к активным боевым действиям союзники не перешли.
В сентябре 1945 года британские войска высадились в Малайе и в июне 1948 года начали боевые действия против партизан, выступавших за предоставление независимости.
После окончания Второй мировой войны в сентябре 1945 года численность британских войск составляла 2 950 000 человек. После окончания войны они по-прежнему продолжали нести службу в разных районах мира, но в это же время начался распад британской колониальной системы. Постепенно сокращались и вооружённые силы: в 1948 году — 1 300 000 человек, в 1952 году — 940 000 человек, в 1976 году — 345 100 человек.
17 марта 1948 года в Брюсселе Англия, Франция, Бельгия, Нидерланды и Люксембург подписали соглашение о коллективной безопасности и военной помощи (Brussels Treaty), в результате которого был создан Западный союз — первый в послевоенной Европе военно-политический блок закрытого типа, который предусматривал совместное планирование военных операций, стандартизацию вооружения и создание «мобильных вооружённых сил» из 23 дивизий (15 из которых должна была предоставить Франция, 5 дивизий — Англия, а Бельгия, Нидерланды и Люксембург должны были совместно подготовить три дивизии).
4 апреля 1949 года Великобритания вступила в военно-политический блок НАТО. Размещённая на территории ФРГ Британская рейнская армия стала одним из крупнейших объединений войск НАТО в Европе.
В 1950—1953 гг. британский контингент участвовал в войне в Корее.
В 1952 году Великобритания осуществила первое испытание атомного оружия. Таким образом, Великобритания стала третьей (после США и СССР) страной, получившей на вооружение атомное оружие.
Во время Суэцкого кризиса 1956 года английские войска участвовали в боевых действиях против Египта.
В 1964 году в результате объединения Адмиралтейства (англ. the Admiralty), Военного министерства и Министерства ВВС Великобритании (англ. the Air Ministry) было создано единое Министерство обороны.
В 1982 году имела место Фолклендская война между Великобританией и Аргентиной.
В 1990 году общая численность вооружённых сил (без территориальных войск) составила 317 тысяч человек.
В 1991 году Великобритания участвовала в войне в Персидском заливе.

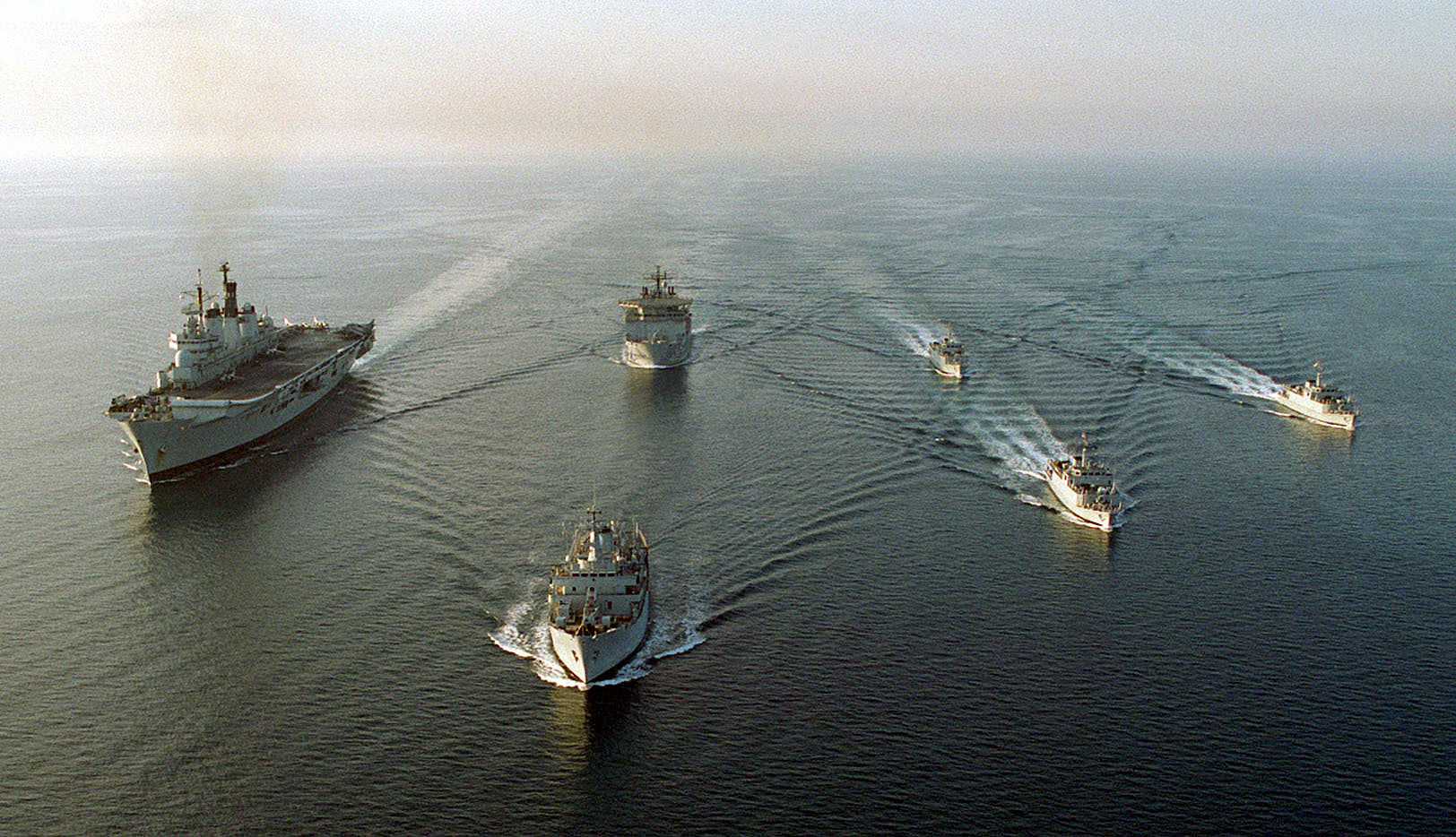
Британский флот в Персидском заливе, 1998 год

В 1999 году Великобритания принимала участие в операции НАТО против Югославии.
В 2000 году численность вооружённых сил (без территориальных войск) составила 212,5 тысяч человек.

### XXI век
Великобритания принимала участие в войне в Афганистане, в составе ISAF британский контингент является вторым по численности (после США).

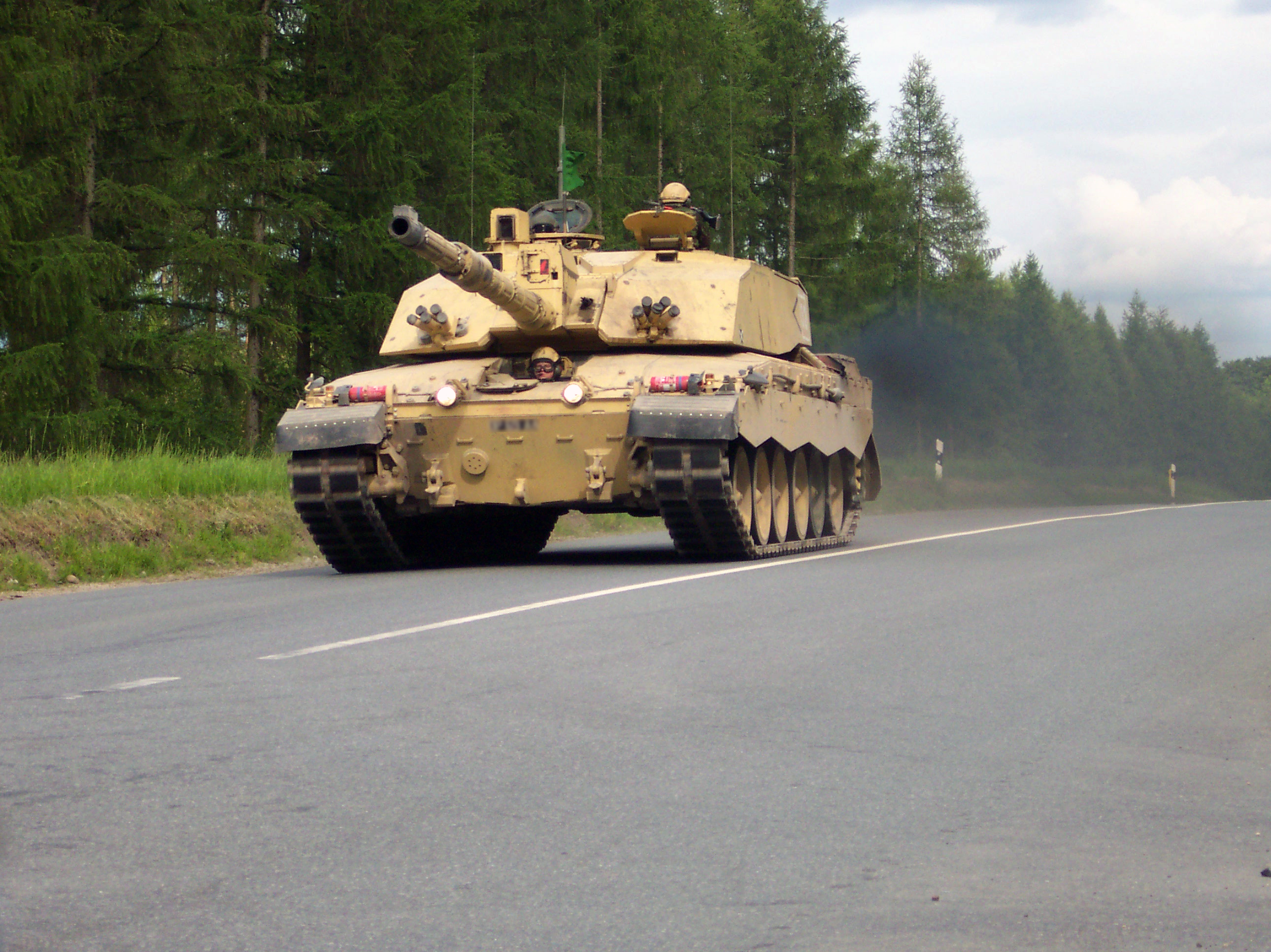
Челленджер 2 2-го королевского танкового полка на учениях в Германии, 2004 год

В 2000—2002 годы британские войска находились в Сьерра-Леоне. 7 мая 2000 года в страну было отправлено первое британское подразделение (батальонная группа Spearhead из военнослужащих двух парашютно-десантных батальонов и 42 коммандос). В дальнейшем, в страну была отправлена группа военных советников и инструкторов, которые занимались обучением армии Сьерра-Леоне.
Великобритания приняла активное участие в войне в Ираке: во вторжении в Ирак участвовало около 46 тыс. военнослужащих, в дальнейшем в стране был оставлен военный контингент — крупнейший по численности после контингента США.

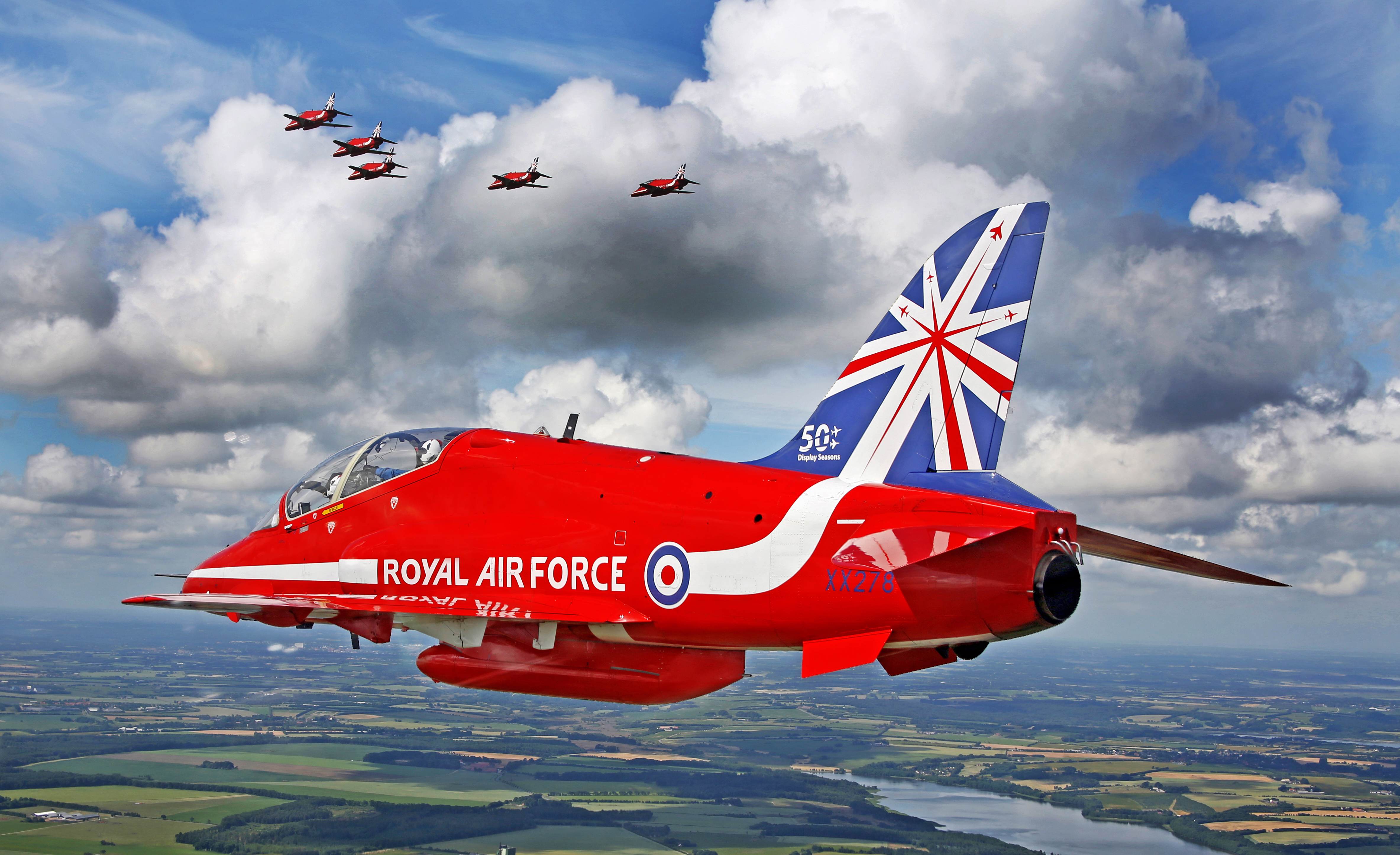
Самолёты BAE Hawk пилотажной группы «Красные стрелы», 2014 год

В 2011 году Великобритания принимала участие в военной интервенции в Ливию, с 2013 года принимает участие в операции «Сервал» в Мали.
В 2012 году предложена концепция Объединённых экспедиционных сил Великобритании — экспедиционного корпуса под руководством Соединённого Королевства, состоящего из вооружённых сил Дании, Финляндии, Эстонии, Исландии, Латвии, Литвы, Нидерландов, Швеции и Норвегии.
В 2021 году была представлена новая концепция национальной безопасности Великобритании, согласно которой вооружённые силы должны сократиться на 10 тысяч человек и к 2025 году их численность составит 72 500 военнослужащих. Впервые с 1714 года они будут такими малочисленными. Количество танков сократится 227 до 148 единиц. При этом число ядерных боеголовок увеличится до 260 единиц. В начале 2030-х годов ракетные подводные лодки типа «Вэнгард» будут заменены новыми подводными лодками типа «Дредноут».

## Динамика оборонных расходов
- 1870 год — 23,4 млн ф.ст. (35 % от общих расходов, далее в скобках указана эта доля в %)[17]
- 1900 год — 71,3 млн ф.ст. (50 %)[17]
- 1910 год — 64,9 млн ф.ст. (44 %)[17]
- 1915 год — 439,3 млн ф. ст. (80 %)[17]
- 1916 год — 1461,2 млн ф. ст. (90 %)[17]
- 1917 год — 1974,9 млн ф. ст. (90 %)[17]
- 1918 год — 2404,1 млн ф. ст. (89 %)[17]
- 1919 год — 2119,2 млн ф. ст. (86 %)[17]
- 1920 год — 693,7 млн ф. ст. (42 %)[17]
- 1925 год — 119,5 млн ф. ст. (16 %)[18]
- 1930 год — 118,6 млн ф.ст. (16 %)[18]
- 1935 год — 121,9 млн ф.ст. (17 %)[18]
- 1938 год — 205,9 млн ф.ст (24 %)[18]
- 1939 год — 266,2 млн ф.ст. (28 %)[18]
- 1940 год — 643,8 млн ф.ст. (48 %)[18]

## Самоубийства
Для вооружённых сил Великобритании характерен крайне низкий уровень самоубийств: в 1984—2007 годах покончили с собой 694 военнослужащих. При этом число завершённых самоубийств было меньше во всех возрастных группах, чем среди гражданского населения. Только в возрастной группе до 20 лет уровень смертности от самоубийств в вооружённых силах королевства в 1,5 раза выше, чем среди гражданского населения.

## Современное состояние
Соединённое Королевство располагает современными вооружёнными силами. Согласно данным Министерства обороны Великобритании, Соединённое Королевство стоит на втором месте по военным расходам в мире, численность армии 180 000 (28 место в мире). Основная часть военного бюджета расходуется на научные изыскания в сфере инженерного дела и технологии. Несмотря на свои значительные ресурсы, политика Министерства обороны предусматривает участие войск Великобритании в военных операциях любого рода лишь в составе коалиции, только Фолклендский конфликт 1982 года отличался от данной политики.
Королевский ВМФ Великобритании (англ. the Royal Navy) является вторым в мире по тоннажу с 91 действующим кораблём. Морская Служба (англ. the Naval Service), объединяющая Королевские ВМФ и Королевскую морскую пехоту, имела в своём составе 35 470 военнослужащих на июль 2006. К тому же под командованием Морской Службы находятся 4 ядерные подводные лодки с ядерными ракетами на борту. Морская пехота участвует в различных операциях НАТО, образуя штурмовые отряды коммандос или отряды специального назначения.
Численность британских сухопутных войск составляет 100 000, тогда как состав Королевских ВВС насчитывает 45 210. Численность женщин в армии достигает 10 процентов. К тому же резервисты и Территориальная Армия (англ. the Territorial Army (TA)) составляют ещё 45 000, доводя общую численность Вооружённых сил до 225 000 человек.